# Allocnemis cyanura
Allocnemis cyanura е вид водно конче от семейство Platycnemididae. Видът не е застрашен от изчезване.

## Разпространение
Разпространен е в Габон, Демократична република Конго и Камерун.